# Panorpa kagamontana
Panorpa kagamontana är en näbbsländeart som beskrevs av Miyamoto 1979. Panorpa kagamontana ingår i släktet Panorpa och familjen skorpionsländor. Inga underarter finns listade i Catalogue of Life.